# Néstor Errea
Néstor Martín Errea (Buenos Aires, 27 de abril de 1939-Atenas, 3 de junio de 2005) fue un futbolista argentino que se desempeñaba como arquero. Tras el final de su carrera futbolística en Grecia, Errea se mantuvo fiel al país, adquiriendo la ciudadanía griega en 1977, además se casó con una mujer griega y vivió en Larisa hasta su muerte de un derrame cerebral.

## Trayectoria
Desde 1958 a 1961 jugó para el Atlanta de la Primera División de Argentina con el que llegó a disputar 67 partidos durante este período. En 1962 llegó a Boca Juniors donde fue campeón de liga durante 1962, 1964 y 1965. Después estuvo en las filas de Colón de Santa Fe, en el cual hizo 43 apariciones en la primera división. 
En 1967 fue trasladado al Peñarol de Uruguay en sustitución del portero Ladislao Mazurkiewicz, que se lesionó y estuvo temporalmente ausente por una fractura en la mano izquierda. Allí registró cuatro apariciones en la Copa Libertadores (fase de grupos ronda 2) definiéndose en los primeros compases de la temporada como portero titular durante el Torneo Competencia y el Torneo de Honor. Además en ese año salió campeón del Campeonato Uruguayo bajo la dirección técnica de Roque Máspoli. Luego de ingresar en otra estación con Boca Juniors en 1968, jugó un total de 26 partidos con Estudiantes de La Plata en 1969 y 1970, resultando campeón de la Copa Libertadores durante esos años.
En 1971 vistió 36 veces la camiseta de Banfield. Luego le siguieron seis temporadas en Grecia, allí estuvo tres con el AEK Athens, seguidas de dos más con Apollon bajo contrato, antes de su carrera con el AO Chalkida de la segunda división local.

## Clubes
| Club                    | País      | Año         |
| ----------------------- | --------- | ----------- |
| Atlanta                 | Argentina | 1958 - 1961 |
| Boca Juniors            | Argentina | 1962 - 1965 |
| Colón                   | Argentina | 1966 - 1967 |
| Peñarol                 | Uruguay   | 1967        |
| Boca Juniors            | Argentina | 1968        |
| Estudiantes de la Plata | Argentina | 1969 - 1970 |
| Banfield                | Argentina | 1971        |
| AEK Athen               | Grecia    | 1972 - 1975 |
| Apollon Smyrnis         | Grecia    | 1975 - 1977 |

## Selección nacional
Errea jugó cinco partidos con la selección sub-20 de Argentina. También fue miembro de la selección argentina, siendo convocado desde 1959 a 1961, jugando dos partidos internacionales, además ganó la Copa de las Naciones de 1964, pero sin llegar a este torneo.

## Palmarés

### Campeonatos nacionales
| Título              | Club         | País      | Año  |
| ------------------- | ------------ | --------- | ---- |
| Copa Suecia         | Atlanta      | Argentina | 1958 |
| Primera División    | Boca Juniors | Argentina | 1962 |
| Primera División    | Boca Juniors | 1964      |      |
| Primera División    | Boca Juniors | 1965      |      |
| Campeonato Uruguayo | Peñarol      | Uruguay   | 1967 |

### Campeonatos internacionales
| Título            | Club                    | País      | Año  |
| ----------------- | ----------------------- | --------- | ---- |
| Copa América      | Selección Argentina     | Argentina | 1959 |
| Copa Libertadores | Estudiantes de la Plata | Argentina | 1969 |
| Copa Libertadores | Estudiantes de la Plata | 1970      |      |